# 1953 في بلغاريا
فيما يلي قوائم الأحداث التي وقعت خلال عام 1953 في بلغاريا.

## رياضة
- 1 يناير – الدوري البلغاري الممتاز 1953 الفائز ليفسكي صوفيا.
- 1 يناير – كأس بلغاريا 1953 الفائز نادي لوكوموتيف صوفيا.

## مواليد

### يناير
- 1 يناير – آني إيفانوفا أمينة متحف أسترالية.

### أبريل
- 18 أبريل – فلاديمير كوليف ملاكم بلغاري.

### يونيو
- 9 يونيو – بيفل بافلوف مصارع هاوي بلغاري.

### أغسطس
- 13 أغسطس – كريستينا جورجيفا مدير عام لصندوق النقد الدولي.[1]

### نوفمبر
- 14 نوفمبر – نيكولاي اربوف لاعب كرة قدم بلغاري.[2]

## وفيات

### أغسطس
- 23 أغسطس – فاسيل أنجيلوف (مواليد 1882) طبيب بلغاري.